# Lijst van stigmatici
Dit is een lijst van bekende stigmatici en hun biechtvaders van de 13e tot de 20e eeuw. 
Door de eeuwen heen hebben zich honderden gevallen van stigmatisatie voorgedaan, vooral bij vrouwen. Stigmata of 'kruiswonden' zijn het type verwondingen die Jezus had bij zijn kruisdood, maar dan bij navolging, door religieuze toewijding. Een eerste golf van dit verschijnsel vond plaats in de 13/14e eeuw, een tweede golf in de 19/20e eeuw. De katholieke revival (of emancipatie) in Europa zorgde voor een waar 'Mariaal tijdperk' met veel verschijningen en stigmatisaties -ook in de Lage landen. De biechtvader of geestelijk leidsman speelde vaak een belangrijke rol in de cultus-verspreiding, sommigen waren tevens hagiograaf (biograaf van een heiligenleven). Lang niet alle stigmatadragers werden als zodanig erkend door de Katholieke Kerk; cultus werd dan verboden.
| Stigmata vanaf | Drager stigmata                     | Biechtvader / geestelijk leidsman     | Landstreek              | Opmerking                                                              |
| -------------- | ----------------------------------- | ------------------------------------- | ----------------------- | ---------------------------------------------------------------------- |
| 11??           | Maria van Oignies (1177-1213)       | Jacob van Vitry (ca. 1170-1240)       | Henegouwen (B)          | -                                                                      |
| 1222           | Onbekende jongeman                  | n.v.t.                                | Engeland                | Stigmata door zelfkruisiging                                           |
| 1224           | Franciscus van Assisi (1181-1226)   | n.v.t.                                | Italië                  | -                                                                      |
| 1260 ca.       | Elisabeth van Spalbeek (1248-1316)  | Abt Willem van Rijkel                 | Limburg (B)             | Ook wel: Elisabeth van Herkenrode                                      |
| 13??           | Birgitta van Zweden (1303-1373)     | onbekend                              | Zweden                  | Stigmata onzeker                                                       |
| 13??           | Geertrui van Oosten (ca. 1310-1358) | onbekend                              | Zuid-Holland (NL)       | -                                                                      |
| 1375           | Catharina van Siena (1347-1380)     | Raymundus van Capua (1330-1399)       | Siena (It)              | -                                                                      |
| 13??           | Liduina van Schiedam (1380-1433)    | Jan Pot                               | Zuid-Holland (NL)       | Ook wel: Liedewij. Stigmata later toegevoegd                           |
| 1442           | Rita van Cascia (1381-1457)         | onbekend                              | Perugia (It)            | -                                                                      |
| 1543           | Magdalena de la Cruz (1487-1560)    | onbekend                              | Andalusië (Sp)          | Veroordeeld door de inquisitie                                         |
| 15??           | Theresia van Ávila (1515-1582)      | Juan de Yepes (1542-1591)             | Castilië en León (Sp)   | Ook wel: Teresa de Jesús                                               |
| 1654           | Maria van Valckenisse (1605-1658)   | onbekend                              | Antwerpen (B)           | -                                                                      |
| 1732           | Anna Maria Eeltiens (1711-na 1736)  | Pater Ghion                           | Antwerpen (B)           | -                                                                      |
| 1813           | Anna Emmerich (1774-1824)           | Bernard Overberg                      | Noordrijn-Westfalen (D) | -                                                                      |
| 1834           | Maria van Mörl (1812-1868)          | Lector-pater Johannes Kapistran Soyer | Zuid-Tirol (It)         | -                                                                      |
| 1843           | Dorothea Visser (1819-1876)         | De kapelaans Herfkens en Kerkhof      | Achterhoek (NL)         | -                                                                      |
| 1844           | Marianne Tekotte (1837-1863)        | onbekend                              | Noordrijn-Westfalen (D) | -                                                                      |
| 1867 ca.       | Louise Lateau (1850-1883)           | onbekend                              | Henegouwen (B)          | -                                                                      |
| 18??           | Theresia van Lisieux (1873-1897)    | onbekend                              | Normandië (Fr)          | Stigmata onzeker                                                       |
| 1899           | Gemma Galgani (1878-1903)           | Germano Ruoppolo                      | Toscane (It)            | -                                                                      |
| 1918           | Francesco Forgione (1887-1968)      | n.v.t.                                | Foggia (It)             | Bekend als pater Pio (Padre Pio)                                       |
| 1922           | Maria van Beek (1886-1948)          | Deken E.H. Raeymaekers                | Antwerpen (B)           | Bekend als zuster Rumolda                                              |
| 1926           | Therese Neumann (1898-1962)         | onbekend; een pater oblaat?           | Beieren (D)             | Ook wel: Resl von Konnersreuth                                         |
| 1934           | Janske Gorissen (1906-1960)         | Pastoor Janus Ermen (1892–1972)       | Noord-Brabant (NL)      | -                                                                      |
| 1940 ca.       | Leonie van den Dijck (1875-1949)    | Gustaaf Schellinck ?                  | Oost-Vlaanderen (B)     | Ook wel: Nieke van Onkerzele. Schellinck is in elk geval de hagiograaf |

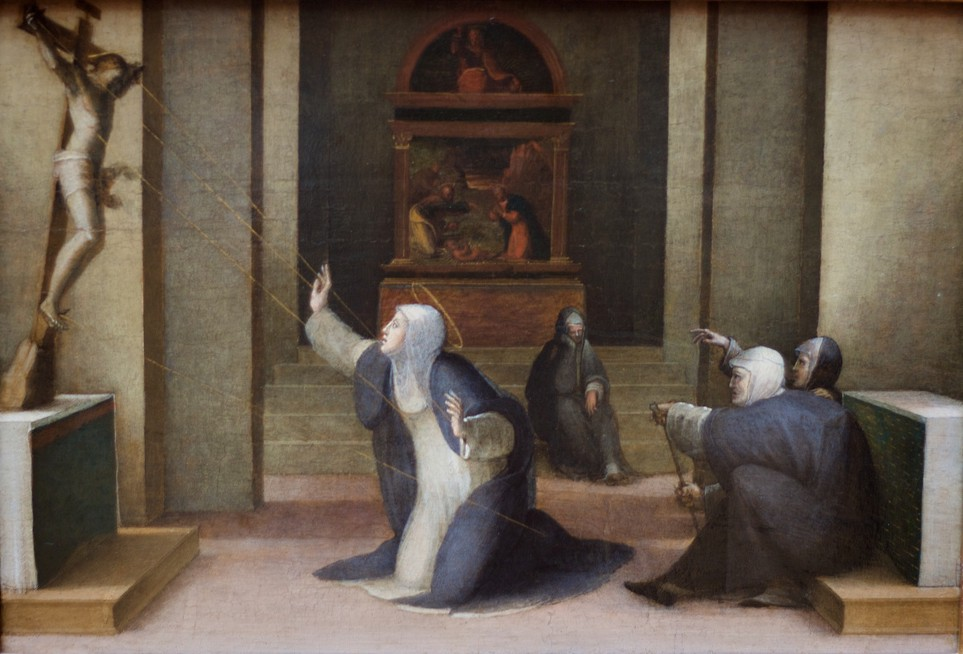
De stigmatisatie van Catharina van Siena, schilderij van D. Beccafumi
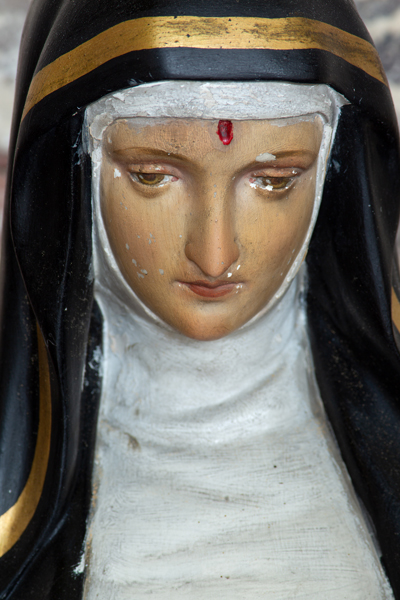
Beeld van Rita van Cascia met stigmata, parochiekerk Zwalm (B)
Maria van Beek op haar doodsbed, met stigmata op haar handen
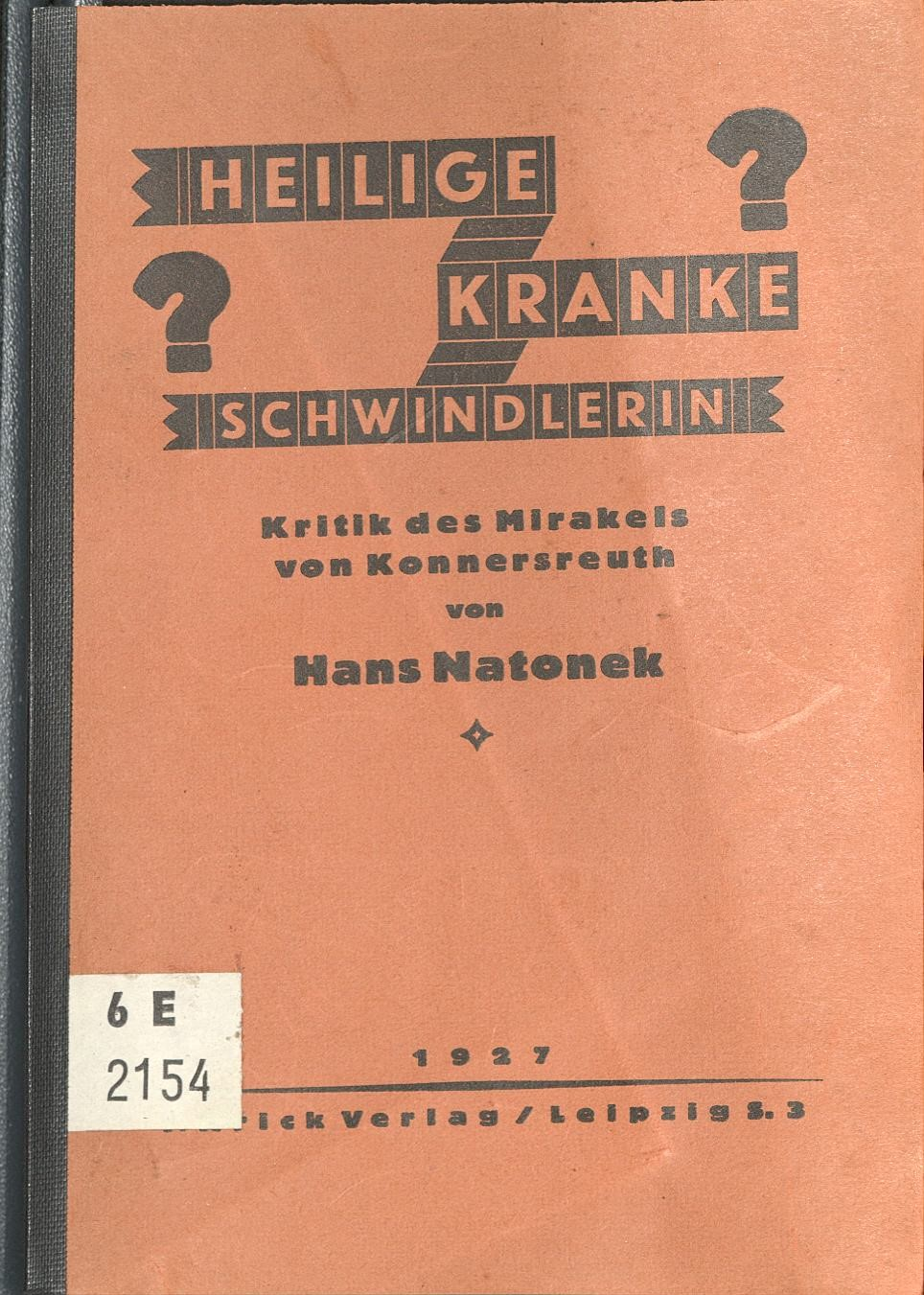
Een opstel over Therese Neumann als oplichtster (1927)